# بحيرة العمق
بحيرة العمق (بالتركية: Amik Gölü)، بحيرة كانت تقع في لواء إسكندرون قبل أن يجري تجفيفها بين عام 1940 و 1970. نتج عن تجفيف البحيرة سهل العمق، وهو من أخصب سهول بلاد الشام. يخترقه نهر العاصي قادمًا من محافظة إدلب في طريقه إلى البحر المتوسط. كان يصب في البحيرة نهر الأسود ونهر عفرين. وصف أبو الفداء البحيرة ذاكرا أن طولها عشرون ميلا )(32 كم) وعرضها سبعة أميال (11 كم). تزرع في السهل محاصيل حقلية مثل القطن والتبغ. كان يشتهر أيضًا بإنتاج البرغل.